# Edmond Macau
Edmond Philippe Alexandre Macau (Doornik, 6 oktober 1833 - 24 april 1895) was een Belgisch senator.

## Levensloop
Macau was een zoon van notaris Philippe Macau en van Thérèse Macau. Hij trouwde met Pauline Trentesaux.
Hij promoveerde tot doctor in de rechten (1856) aan de universiteit van Gent. Van 1861 tot aan zijn dood was hij notaris in Doornik.
Hij werd provincieraadslid van Henegouwen (1860-1866) en gemeenteraadslid van Doornik (1865-1895).
Hij werd tweemaal liberaal senator voor het arrondissement Doornik, van 1880 tot 1884 en van 1889 tot 1892.